# Nunu Abaschydse
Nunu Abaschydse (ukrainisch Нуну Абашидзе, engl. Transkription Nunu Abazhydze; * 27. März 1955 in Nowowolynsk) ist eine ehemalige ukrainische Kugelstoßerin, die für die Sowjetunion startete.
1979 wurde sie Zweite beim Europacup in Turin.
Bei den Olympischen Spielen 1980 in Moskau und den Halleneuropameisterschaften 1981 in Grenoble wurde sie jeweils Vierte, und bei den Europameisterschaften 1982 in Athen gewann sie Bronze.
1983 wurde sie Fünfter bei den Halleneuropameisterschaften in Budapest, Vierte bei den Weltmeisterschaften in Helsinki und Dritte beim Europacup in London.
Einem vierten Platz bei den Halleneuropameisterschaften 1984 in Göteborg folgten Bronzemedaillen bei den Wettkämpfen der Freundschaft und bei den Hallenweltspielen 1985 in Paris.
1986 wurde sie Vierte bei den Halleneuropameisterschaften in Madrid und Sechste bei den Europameisterschaften in Stuttgart.
Zweimal wurde sie Sowjetische Meisterin (1982, 1984) und viermal Sowjetische Hallenmeisterin (1979, 1981, 1984, 1986).

## Persönliche Bestleistungen
- Kugelstoßen: 21,53 m, 20. Juni 1984, Kiew
  - Halle: 21,06 m, 8. Februar 1984, Budapest